# Bursaria
Bursaria, biljni rod od osam vrsta  cvjetnica iz obitelji Pittosporaceae i endem je Australije. Oni su grmovi ili vitka stabla, često s bodljikavim granama i jednostavnim listovima, relativno malim cvjetovima s pet čašica, pet latica i pet prašnika, te plodom koji je spljoštena čahura tankih stijenki.

## Vrste
1. Bursaria calcicola L. W. Cayzer, Crisp & I. Telford
2. Bursaria cayzerae I. Telford & L. M. Copel.
3. Bursaria incana Lindl.
4. Bursaria longisepala Domin
5. Bursaria occidentalis E. M. Benn.
6. Bursaria reevesii L. W. Cayzer, Crisp & I. Telford
7. Bursaria spinosa Cav.
8. Bursaria tenuifolia F. M. Bailey